# Unai Vergara
Vergara Diéz-Caballero, meglio noto come Unai Vergara (Portugalete, 20 gennaio 1977), è un ex calciatore spagnolo, di ruolo difensore.

## Palmarès

### Nazionale
- Argento olimpico: 1

2000